# Charles Castronovo
Charles Castronovo (* 19. Juni 1975 in Queens, New York) ist ein US-amerikanischer Opernsänger (Tenor).

## Leben
Castronovo, Sohn sizilianischer und ecuadorianischer Eltern, wurde in New York geboren und wuchs in Kalifornien auf. Er studierte an der California State University und begann seine Karriere an der Los Angeles Opera. Aufgrund seines Talentes nahm er anschließend am Lindermann Programm zur Förderung junger Künstler an der New Yorker Metropolitan Opera teil und debütierte als Beppo in der Oper Pagliacci am Eröffnungsabend der Saison 1999/2000. Sein Repertoire umfasste in den folgenden Jahren Partien als Tamino (Die Zauberflöte), Don Ottavio (Don Giovanni), Alfredo (La traviata), Rodolfo (La Bohème), Nemorino (L’elisir d’amore), Il Duca di Mantova (Rigoletto), Ruggero (La rondine) und anderen. 
Er sang in der Saison 2003/2004 in Häusern wie dem Royal Opera House in London (September 2004), der Wiener und der Berliner Staatsoper, der Pariser Oper, dem Teatro Real in Madrid, dem Théâtre Royal de la Monnaie in Brüssel, dem Teatro Carlo Felice in Genua sowie auf den Salzburger Festspielen als Belmonte in Die Entführung aus dem Serail (August 2006). Er trat an der Bayerischen Staatsoper in der Rolle des Gennaro in Lucrezia Borgia (2011) auf und debütierte in der Saison 2012/2013 in Amsterdam bei einer Konzertaufführung von der Oper Les pêcheurs de perles. Als Solist war er mit dem Chicago Symphony Orchestra oder den New Yorker Philharmonikern auf verschiedenen Bühnen in Schweden, Dänemark, China, Japan und Russland zu hören.
Castronovo ist mit der russischen Sopranistin Ekaterina Siurina verheiratet.

## Diskografie
- Leoncavallo: Pagliacci CD (2000)
- Rossini: Stabat mater CD (2001)
- 10. Festliche Opern Gala CD (2004)
- Berliner Opern Nacht: Unterstützung der Deutschen AIDS-Stiftung DVD (2004)
- Mozart: La clemenza di Tito CD (2006)
- Mozart: Die Entführung aus dem Serail DVD (2007)
- Mercadante: Virginia CD (2008)
- Gounod: Mireille (als Vincent). DVD (2009)
- Giuseppe Verdi: La traviata DVD (2012)
- Dolce Napoli / The Neapolitan Songs, CD (2013)
- Gounod: Faust DVD (2015)
- La Rondine DVD (2016)
- La Jacquerie Audio-CD und Buch (2016)
- Amour Éternel Audio-CD mit Ekaterina Siurina u. a. (2020, Label: Delos)
- Puccini – I canti Audio-CD mit dem Münchner Rundfunkorchester und Ivan Repušić (2024, Label: BR Klassik)[3]